# Харт, Миранда
Миранда Харт (англ. Miranda Hart; род. 14 декабря 1972, Торки, Девон, Великобритания) — британская актриса, комик и сценарист, пятикратный номинант на BAFTA TV Award.

## Биография
Миранда Харт родилась 14 декабря 1972 в Торки, графство Девон, в семье из высшего класса. Её отец Дэвид Харт Дайк был офицером Королевского флота и командиром корабля HMS Coventry, затопленного в ходе Фолклендской войны. Её мать, Диана Маргарет, дочь сэра Уильяма Люса, бывшего губернатора Аденской колонии. Миранда училась в университете Западной Англии в Бристоле, после чего начала выступать в качестве комика на сцене, прежде чем в 2004 году дебютировать на телевидении.
Получила известность благодаря выступлениям в английских ситкомах BBC. С 2006 по 2009 год снималась в ситкоме «Никаких свиданий», а затем создала собственное шоу «Миранда». Ситком принес ей четыре номинации на телевизионную премию BAFTA. Шоу транслировалось вплоть до 2015 года. В 2012 году начала сниматься в драматическом сериале «Вызовите акушерку», играя медсестру. Роль принесла Харт ещё одну номинацию на BAFTA.
В 2014 году снялась с Мелиссой Маккарти в её кинофильме «Шпион», таким образом дебютируя на международном уровне.

## Фильмография
| Год       |     | Русское название            | Оригинальное название       | Роль                  |
| --------- | --- | --------------------------- | --------------------------- | --------------------- |
| 2004      | с   | Уильям и Мэри               | William and Mary            | Пенелопа              |
| 2004      | ф   | Матери и дочери             | Mothers and Daughters       | Кейт                  |
| 2004      | с   | Ещё по одной                | Absolutely Fabulous         | Йоко                  |
| 2005      | с   | Викарий из Дибли            | The Vicar of Dibley         | Сюзи                  |
| 2005      | с   | Доброй ночи                 | Nighty Night                | Бэт                   |
| 2005      | ф   | Моя семья и другие животные | My Family and Other Animals | Jonquil               |
| 2006      | кор | Даже не думай!              | Don't Even Think It!        | Джинни Синглетон      |
| 2006      | с   | Неудачник                   | Lead Balloon                | Марин                 |
| 2006—2007 | с   |                             | Hyperdrive                  | Тил                   |
| 2007      | ф   | 12 в коробке                | 12 in a Box                 | Рэйчел                |
| 2007      | ф   | Я хочу конфетку             | I Want Candy                | рецепционист          |
| 2007      | с   | Римская империя             | Roman's Empire              | кастинг-директор      |
| 2007      | ф   | Фокусники                   | Magicians                   | менеджер банка        |
| 2007      | кор | Мир реслинга                | World of Wrestling          | Клондайк              |
| 2007      | с   |                             | Angelo's                    | Шелли                 |
| 2007      | тф  | Эверглейдс                  | The Everglades              | безымянная роль       |
| 2008      | ф   | Речной патруль              | Tales of the River Bank     | мисс Мач              |
| 2008      | с   | Отель «Траббл»              | Hotel Trubble               | Лили Лемон            |
| 2010      | ф   | Неверный                    | The Infidel                 | Миссис Кейс           |
| 2010—2015 | с   | Вызовите акушерку           | Call the Midwife            | Камилла «Чамми» Браун |
| 2015      | ф   | Шпион                       | Spy                         | Нэнси                 |
| 2016      | ф   | Кентервильское привидение   | The Canterville Ghost       | Озвучивание           |
| 2020      | ф   | Эмма                        | Emma                        | мисс Бэйтс            |

Телешоу
- 2001 — скетч-шоу «Женские шалости» (Smack the Pony) — различные роли (сезон 3, 3 эпизода)
- 2004—2007 — скетч-шоу «Глупый!» (Stupid!) — различные роли (сезоны 1 и 2)
- 2005 — скетч-шоу «Мужчина и женщина» (Man Stroke Woman) — покупательница (сезон 1, эпизод 5)
- 2005 — шоу Comedy Lab — различные роли (два эпизода — Speeding и Slap)
- 2007 — скетч-шоу «Час-пик» (Rush Hour) — регулировщица движения (эпизод 1)
- 2009 — скетч Gimme, Gimme, Gimmick (Mamma Mia: The Movie) сериала «Френч и Сандерс» (French and Saunders) для Red Nose Day 2009 — Филлида Ллойд

## Награды
| Год  | Премия                                                              | Категория                                                 | Работа              | Результат |
| ---- | ------------------------------------------------------------------- | --------------------------------------------------------- | ------------------- | --------- |
| 2010 | Британская Академия Телевидения (British Academy Television Awards) | Лучший комедийный сценарий                                | Миранда             | Номинация |
| 2010 | Британская Академия Телевидения (British Academy Television Awards) | Лучшая комедийная актриса                                 | Миранда             | Номинация |
| 2010 | Телевизионный фестиваль в Монте-Карло                               | Лучшая актриса                                            | Миранда             | Номинация |
| 2010 | Broadcast Awards                                                    | Лучшая комедийная программа                               | Миранда             | Номинация |
| 2011 | 22nd British Comedy Awards                                          | Лучшая комедийная актриса телевидения                     | Миранда             | Победа    |
| 2011 | 22nd British Comedy Awards                                          | Приз зрительских симпатий для короля или королевы комедии | Миранда             | Номинация |
| 2013 | National Television Awards                                          | Outstanding Drama Performance (Female)                    | «Вызовите акушерку» | Победа    |
| 2014 | National Television Awards                                          | Drama                                                     | «Вызовите акушерку» | Номинация |
| 2014 | National Television Awards                                          | Drama Performance                                         | «Вызовите акушерку» | Номинация |